# OMSI 2
OMSI 2: Der Omnibussimulator o sólo OMSI 2, es un simulador de autobús para ordenador lanzado el 12 de diciembre de 2013, desarrollado por Marcel Kuhnt y Rüdiger Hülsmann (M-R-Software) y distribuido por Aerosoft.

## Historia
En esta segunda entrega, el simulador viene no solamente con nuevos vehículos y viajes, sino que además nos muestra la historia de una parte de la Alemania Occidental poco antes de la caída del Muro de Berlín que ha dividido la capital de la misma en dos, el 9 de noviembre de 1989. Líneas que en una determinada fecha (antes de noviembre de 1989) sólo van solamente hasta el límite del muro en el lado Occidental. Ya con la derrumbada del muro, el jugador puede acceder a Berlín Oriental. Es notable la diferencia entre los dos lados de la capital, mientras el lado Occidental era pavimentado, con calles muy transitadas, el lado Oriental poseía aspecto de abandono, casas antiguas y calles mal cuidadas, el sistema cronológico del juego muestra las diferencias de las monedas corrientes hasta el año 1994, cuando el transporte de Berlín pasa por reformas.

### Mapas
OMSI 2 cuenta con dos mapas básicos: 
- Grundorf: Un pequeño pueblo ficticio que fue hecho para que el jugador pueda practicar su conducción;
- Berlin-Spandau 1986-1994: Recreación de la región Spandau en Berlín y de los eventos históricos ocurridos entre 1986 y 1994.

### Autobuses
La nueva versión del simulador cuenta con los ya conocidos MAN SD200 y SD202, ahora también con el MAN NG272 (Articulado) y el MAN NL202 (Autobús Single-Deck). Además cuenta con un extra, Mercedes-Benz O305 (no jugable, es conducido por la CPU)

### Addons
OMSI dispone de varios addons y contenidos extras, la mayoría de ellos son freeware (gratuitos) y son creados por los propios jugadores, que diseñan autobuses, mapas o sonidos de un motor específico. También hay addons payware (pagados) que son grandes recreaciones detalladas de ciudades europeas, y autobuses.
- Citybus O305
- Add-On Citybus O305G
- Vienna 1 y 2
- Hamburg Day and Night
- Three Generations
- Berlin X10
- Chicago Downtown
- Projekt Gladbeck
- MAN Citybus Series/MAN Stadtbusfamilie
- Citybus O305G
- Citybus O405 (recreación del autobús europeo Mercedes-Benz O 405)
- Aachen
- Palma de Mallorca
- Add-on Rheinhausen
- Add-On Citybus i280 Series
- Add-on Busbetrieb-Simulator
- Add-On Doppelgelenkbus AGG 300
- Strassenbahn NF6D Essen/Gelsenkirchen

Simulación
Por ser un juego totalmente abierto a modificaciones (mods) fue un éxito entre los amantes del hobby, desde mapas hasta nuevos autobuses son creados por los jugadores, logrando que, a pesar de poseer gráficos no muy detallados, la aceptación fue inmediata.